# Craibiodendron henryi
Craibiodendron henryi är en ljungväxtart som beskrevs av William Wright Smith. Craibiodendron henryi ingår i släktet Craibiodendron, och familjen ljungväxter. Inga underarter finns listade i Catalogue of Life.